# Lamlash
Lamlash (en gaélique écossais : An t-Eilean Àrd) est le plus grand village de l'île d'Arran, dans le Firth of Clyde, en Écosse. Il se situe à 6,5 km au sud du port de Brodick, dans une baie de la côte est, en face de Holy Isle. Lamlash est le siège des autorités locales de l'île et de la police. L'unique école secondaire et le seul hôpital de l'île y sont également situés.